# Figaro Gets a Divorce
Figaro Gets a Divorce (deutsch: „Figaro lässt sich scheiden“) ist eine Oper in zwei Akten von Elena Langer (Musik) mit einem Libretto von David Pountney. Der Inhalt basiert auf Beaumarchais’ La mère coupable und Ödön von Horváths Figaro lässt sich scheiden. Die Oper wurde am 21. Februar 2016 von der Welsh National Opera im Wales Millennium Centre in Cardiff uraufgeführt und komplettierte dort in Fortsetzung von Rossinis Il barbiere di Siviglia und Mozarts Le nozze di Figaro die sogenannte „Figaro-Trilogie“.

## Handlung
Die Handlung spielt einige Jahre nach der Hochzeit des Bedienstetenpaares Figaro und Susanna. Graf und Gräfin Almaviva haben einen Sohn Serafin, und der Graf hat sein Mündel Angelika aufgenommen. Diese beiden sind inzwischen herangewachsen und ein Liebespaar.

### Erster Akt
Flucht. Graf und Gräfin Almaviva befinden sich mit Serafin, Angelika und den beiden Hausangestellten auf der Flucht vor der Revolution. Beim Überqueren eines Passes werfen sie einen letzten Blick auf ihr Schloss. Der Major, ein Geheimagent und früherer Waffengefährte des Grafen, tritt ihnen entgegen. Er wirft ihnen illegalen Grenzübertritt und verräterische Aktivitäten vor, nimmt sie fest und bringt sie in ein Hotel. Figaro glaubt, dass der Major finstere Pläne hat, die der Graf noch nicht durchschaut.
Hotel. Die Familie richtet sich in dem vornehmen Hotel ein. Der Graf hat mit Unterstützung des Majors seinem Sohn Serafin eine Stelle im Regiment verschafft. Er verabschiedet sich, um zu Freunden ins Kasino zu gehen. Die Gräfin will mit Angelika einen Ausflug an einen nahegelegenen Wasserfall machen. Figaro und Susanna bleiben zurück – und streiten. Susanna hat ihr Lebensziel aus den Augen verloren und sehnt sich nach einem Kind. Figaro hört ihr kaum zu, da er die vom Major ausgehende Gefahr fürchtet. Er will den Ort so schnell wie möglich verlassen.
Liebe. Serafin und Angelika versichern sich ihre Liebe. Sie befürchten jedoch, dass der Graf sie trennen will.
Brief. Graf und Gräfin geben sich gegenseitig die Schuld an ihren Geldproblemen, wegen denen sie nun das Hotel verlassen müssen. Der Graf erhält vom Major einen alten Brief, den er mit wachsendem Entsetzen liest. Daraus geht hervor, dass Serafin nicht sein Sohn ist, sondern einer Affäre der Gräfin mit dem ehemaligen Pagen Cherubino entstammt, der später im Kampf gefallen ist.
Mietwohnung. Graf und Gräfin leben nun in einer ärmlichen Wohnung, in der sie weiterhin streiten. Die Gräfin wirft ihrem Mann vor, ihren Sohn in Gefahr zu bringen, der bereits am nächsten Tag einrücken soll – begleitet vom Major, den der Graf immer noch für einen Freund hält.
Salon. Figaro geht wieder seinem früheren Beruf als Barbier nach. Die Kundschaft lässt allerdings noch auf sich warten. Susanna will sich mit ihm versöhnen und bekräftigt noch einmal ihren Wunsch nach einem Kind. Figaro reagiert abweisend, worauf Susanna zornig den Salon verlässt.
Angelika. Der Major reflektiert seine geheimen Pläne, mit denen er die Familie des Grafen vernichten will. Als Angelika erscheint, teilt er ihr mit, dass sie in Wirklichkeit die Tochter des Grafen mit dessen früherer Kammerzofe Barbarina sei. Sie sei somit Serafins Schwester und könne ihn unter keinen Umständen heiraten. Der Major besteht darauf, die Sache weiterhin geheim zu halten, da die Familie sonst ruiniert wäre. Er habe aber bereits mit dem Grafen eine Lösung vereinbart: Angelika müsse ihn selbst (den Major) heiraten. Er gibt ihr einen Brief des Grafen, in dem dieser ihr rät, den Antrag anzunehmen.
Brüder und Schwestern. Serafin bedroht den Major, dem er die Schuld an Angelikas Sinneswandel gibt. Der Major offenbart ihm, dass sie seine Schwester ist, und fordert ihn auf, darüber Stillschweigen zu bewahren. Serafin sieht ein, dass ihm nichts anderes übrigbleibt, als seine Stelle in der Armee anzutreten. Er hat jedoch das Gefühl, dass ihm der Major nicht die ganze Wahrheit gesagt hat. Als der Major kurz darauf von Susanna erfährt, dass sie ihren Mann im Salon besucht hat, reagiert er zornig – er hatte das verboten. Die Gräfin wiederum macht sich Sorgen um Angelika. Darauf erklärt der Major, dass sich die Familie Susannas Dienste nicht länger leisten könne. Sie müsse noch heute gehen. Die Gräfin gibt ihr zur Unterstützung ihre „letzten Ohrringe“. Die beiden Frauen verabschieden sich voneinander. Anschließend kümmert sich die Gräfin um die verzweifelte Angelika.
Verzweifelte Maßnahmen. Susanna besucht einen Nachtclub, dessen Besitzer sich ihr als Cherubino zu erkennen gibt – er ist also keineswegs im Kampf gefallen. Er erzählt ihr, dass er sich nun „The Cherub“ nenne und dies eine Flüchtlings-Bar sei, deren Gäste immer wieder von der Polizei bedrängt werden. Daher gebe er dem Major regelmäßig Schutzgeld. Er überlässt Susanna sein Gästezimmer. Der Major erscheint, um sein Geld abzuholen und sieht die beiden zusammen.
Halsabschneider. Der Major lässt sich von Figaro rasieren. Dabei erzählt er ihm von der Spielsucht des Grafen und dessen zweifelhaften Geschäften, Serafins Stellung in der Armee, der Verzweiflung der Gräfin und seiner eigenen bevorstehenden Hochzeit mit Angelika. Er setzt Figaro wegen seines fehlenden Gewerbescheins unter Druck und fordert zehn Prozent des Umsatzes als Schutzgeld. Zu guter Letzt teilt er ihm mit, dass Susanna wieder bei Cherubino wohne und am Abend in seinem Nachtclub singen werde.
Kabarett. Cherubino präsentiert Susanna seinem Publikum. Sie spielen ein frivoles Stück mit dem Titel Die Kammerzofe. Der betrunkene Figaro kommt herein und macht eine Szene. Der Graf erscheint ebenfalls. Er wird wegen seiner illegalen Finanzgeschäfte von der Polizei verfolgt. Vor seiner Festnahme bittet er Figaro, sich um die Gräfin zu kümmern. Abschließend trägt Susanna ihr Lied vor und bekennt vor Publikum, dass sie Figaro untreu war.

### Zweiter Akt
Rebellion. Der Major sinnt über seine geheimen Ziele nach – Rache an den Mächtigen für seine erlittenen Erniedrigungen. Nur für Figaro empfindet er etwas Mitleid, da sie beide von niedriger Herkunft sind. Unterdessen verabschieden sich Serafin und Angelika voneinander. Da sie trotz allem nicht von ihrer Liebe lassen wollen, suchen sie einen Ort, an dem sie ungestört sein können. Die Gräfin erscheint und stellt den Major zur Rede. Sie möchte endlich die Wahrheit darüber erfahren, warum Angelika ihren Sohn nicht heiraten könne. Der Major verrät ihr, dass Angelika die Tochter des Grafen ist. Dieser glaubt daher, dass sie beiden Geschwister sind. Der Major geht davon aus, dass die Gräfin ihrem Mann nicht die Wahrheit offenbaren wird, da sie sich damit selbst belasten würde – doch die Gräfin will sich von ihm nicht unter Druck setzen lassen.
Scheidung. In ihrer Wohnung bei Cherubino erhält Susanna einen Brief Figaros, in dem dieser die Scheidung verlangt. Cherubino schwärmt von seiner einmaligen Liebesnacht mit der Gräfin, die der Höhepunkt seines Lebens war. Susanna sehnt sich nach Figaro.
Ausgang. Nachdem der Graf aus dem Gefängnis entlassen wurde, enthüllt ihm die Gräfin die Intrige des Majors, ohne sich selbst zu schonen. Sie gibt zu, dass Serafin das Kind Cherubinos ist. Figaro teilt ihnen mit, dass dieser noch lebe und ein Verhältnis mit Susanna habe. Serafin und Angelika wissen nun, dass sie keine Geschwister sind und daher heiraten können. Dazu hatten sie sich bereits entschlossen, bevor sie die volle Wahrheit kannten. Als Cherubino erscheint, begegnet Serafin zum ersten Mal seinem echten Vater. Doch dieser warnt vor einer erneuten Heimtücke des Majors, der sie denunziert habe. Die Familie muss in aller Eile ohne Gepäck fliehen. Susanna kommt mit Bahnfahrkarten herein, die Figaro für die Familie beschafft hat.
Pantomime. Die Familie flieht.
Nachtwache. Figaro wacht aus der Ferne über die Familie. Man sieht ihn mit einem Gewehr auf einem Wachturm stehen. Er muss sich entscheiden, wenn er retten und wen er töten will. Er liebt Susanna noch immer.
Grenze. Die Flüchtigen haben die Grenze erreicht und sehen in der Ferne bereits die Lichter des Almaviva-Schlosses. Sie warten, bis es völlig dunkel ist, um den Zaun zu überwinden. Plötzlich fällt ein Schuss, und Cherubino bricht tot zusammen.
Ein Pakt. Auf Grund eines neuen Abkommens zwischen den verfeindeten Mächten können die Geheimdienste auf beiden Seiten der Grenze operieren. Der Major nutzt dies für seine eigenen Ziele aus.
Irrenhaus. Das Schloss wurde inzwischen in ein Sanatorium umfunktioniert. Auch Figaro ist dort eingetroffen. Er und Susanna haben sich als Pfleger verkleidet, die anderen als geisteskranke Insassen. Vor der Leiche Cherubinos, die sie mitgebracht haben, gesteht Susanna Figaro, dass sie von diesem ein Kind erwartet. Sie will einen Neuanfang mit Figaro wagen, obwohl sie weiß, dass er die tödliche Kugel abgefeuert hat. Der Major tritt als Revolutionsinspektor verkleidet ein. Die Familienmitglieder versuchen, ihre Rolle als Verrückte zu spielen. Doch als der Major sich zynisch über das „neue Euthanasie-Programm“ freut, erkennen sie die drohende Gefahr. Es scheint keinen Ausweg zu geben – doch glücklicherweise kennt der Graf einen Geheimgang. Durch diesen ist er einst zu Angelikas Mutter Barbarina gelangt. Während Susanna, Figaro, Serafin und Angelika die Flucht gelingt, bleibt das Grafenpaar zurück, um sich „der Musik zu stellen“.

## Gestaltung
Dem Rezensenten der Zeitschrift Opernwelt zufolge beweist die Komposition Langers Erfahrung mit Vokalwerken. Die Sänger werden nie vom Orchester erdrückt und erhalten von diesem genügend Unterstützung. Der Instrumentalsatz ist temporeich mit „schnell auffahrenden Gesten“ und einer „pointierten Bläserbehandlung“. Dennoch enthält die Oper auch „Inseln, Ruhezonen von herber Melancholie und in Sichtweite der Tonalität, schwärmerische Lyrismen, die das Filmmusikalische streifen“. Auf musikalische Zitate Rossinis oder Mozarts verzichtete die Komponistin bis auf die abschließende Wendung – einem nach Mozart klingenden Klaviertriller, der das Werk mit einem offenen Trugschluss enden lässt.
Der Gestalt des Majors entspricht in Beaumarchais’ Vorlage der irische Hochstapler Bégearss. Er wurde in der Opernwelt-Rezension als „Kreuzung aus Loge [aus Wagners Rheingold] und Mephisto“ und als möglicherweise „personifizierte dunkle Seite aller Beteiligten“ beschrieben. Die Komponistin selbst verglich ihn mit dem Voland aus Bulgakovs Roman Der Meister und Margarita.
Obwohl der Stil der Komponistin eklektisch ist und verschiedene andere Klangstile rezipiert, bleibt immer ihr eigener Kompositionsstil erkennbar. Langer durfte dem Orchester der WNO ein zusätzliches Instrument hinzufügen und entschied sich für das Akkordeon, das sie in einer doppelten Funktion als Continuo-Instrument und als typische Klangfarbe (Tango) in den Kabarett-Szenen nutzte.

## Werkgeschichte
Es gab in der Vergangenheit bereits mehrere Versuche, Rossinis und Mozarts Figaro-Opern um einen dritten Teil zu ergänzen. Beispielsweise diente das Schauspiel Les deux Figaro (1795) von Honoré-Antoine Richaud Martelly als Vorlage für Felice Romanis Libretto I due Figaro, ossia Il soggetto di una commedia, das u. a. 1820 von Michele Carafa und 1835 von Saverio Mercadante vertont wurde. Zu erwähnen sind außerdem Werke von Giselher Klebe (Figaro lässt sich scheiden, Hamburg 1963), Darius Milhaud (La mère coupable, Genf 1966), John Corigliano (The Ghosts of Versailles, New York 1991), Inger Wikström (Den brottsliga modern, Solna 1992) und Thierry Pécou (L'amour coupable, Rouen 2010).
Das Libretto von Elena Langers Figaro Gets a Divorce stammt von David Pountney, der als Chief Executive und künstlerischer Direktor der Welsh National Opera (WNO) auch den Auftrag zu der Komposition gab und bei der Uraufführung am 21. Februar 2016 im Wales Millennium Centre Cardiff Regie führte. Der Text basiert auf dem Drama L’autre Tartuffe ou La mère coupable (T. der Zweite oder Die schuldige Mutter) von Beaumarchais (1792) und der Komödie Figaro lässt sich scheiden von Ödön von Horváth (1937). Das Werk ist nach The Lion’s Face (2010) und Four Sisters (2012) Langers dritte Oper (einige Kurz- und Kammeropern nicht mitgerechnet).
Die Uraufführung entstand in Koproduktion der WNO mit dem Grand Théâtre de Genève (Genfer Oper). Die musikalische Leitung hatte Justin Brown. Für die Bühne war Ralph Koltai zuständig, für die Kostüme Sue Blane und für das Lichtdesign Linus Fellbom. Es sangen Mark Stone (Graf), Elizabeth Watts (Gräfin), Marie Arnet (Susanna), David Stout (Figaro), Andrew Watts (Cherubino), Rhian Lois (Angelika), Naomi O’Connell (Serafin) und Alan Oke (Major). Da das Werk als Abschluss der „Figaro-Trilogie“ in den Zusammenhang mit den Opern Rossinis und Mozarts gestellt wurde, hatten einige der Darsteller zuvor auch in diesen Werken gesungen. Die Oper wurde gut aufgenommen und für die International Opera Awards 2017 nominiert. Weitere Aufführungen der WNO fanden bis April 2016 im Bristol Hippodrome, im Milton Keynes Theatre, im Venue Cymru in Llandudno, im Birmingham Hippodrome, Theatre Royal Plymouth und im Mayflower Theatre in Southampton statt.
In Genf wurde die Produktion im September 2017 gezeigt. Hier übernahm Ellie Dehn die Rolle der Gräfin. Als Orchester wurde die Basel Sinfonietta eingesetzt. Die übrige Besetzung blieb unverändert zur Uraufführung. Ein Videomitschnitt wurde anschließend auf Arte Concert im Internet bereitgestellt.
Bereits im Februar 2017 übernahm auch die Posener Oper die Produktion. Hier dirigierte Katarzyna Tomala. Die Sänger waren Stanisław Kuflyuk (Graf), Magdalena Nowacka (Gräfin), Joanna Freszel (Susanna), Robert Gierlach (Figaro), Tomasz Raczkiewicz (Cherubino), Joanna Kędzior (Angelika), Magdalena Wachowska (Serafin) und Alan Oke (Major).